# Зайцев, Александр (музыкант)
Александр Зайцев (род. в 1973 году) — петербургский музыкант, певец, музыкальный продюсер и лектор.
В 1997—2013 годах был участником электронного дуэта «Ёлочные игрушки» (сокр. ЁИ, англоязычный вариант — EU) вместе с Ильёй Барамией. В 2001 году к дуэту присоединились рэперы Михаил Феничев и Михаил Ильин, образовав тем самым IDM-хип-хоп-группу 2H Company, просуществовавшую до 2009 года. В 2007 году ЁИ объединились с Кириллом Ивановым в инди-коллектив «Самое большое простое число» (СБПЧ), членом которого Зайцев являлся до 2013 года.
В 2013 году Александр выпустил первый сольный альбом. Также был куратором направления «Современная музыка и саунд-дизайн» в «Школе креативных индустрий „Маяк“».
Вместе с Ильёй Барамией был удостоен премии Сергея Курёхина (2010) в музыкальной номинации «Электромеханика».

## Биография

### Ранняя жизнь
Александр Зайцев родился в 1973 году в городе Степногорск Акмолинской области Казахстана. В школьные годы во время летних каникул посещал Москву, где для пополнения своей музыкальной коллекции покупал большое количество грампластинок, которые слушал в течение учебного года до следующей поездки в столицу. Побеждал в математических олимпиадах, окончил школу с золотой медалью. Затем поступил в Санкт-Петербургский университет (ЛГУ) на факультет прикладной математики — процессов управления. Потом отправился в аспирантуру и начал работать над диссертацией. Однако в итоге стал заниматься только музыкой.

### «Ёлочные игрушки»
Александр Зайцев познакомился с Ильёй Барамией в общежитии Петербургского университета на почве обмена музыкой. В 1997 году им предложили написать трек для сборника электронной музыки — и предоставили необходимое оборудование. Александр и Илья вскоре назвали свой дуэт «Ёлочные Игрушки», купили собственные звуковую карту и драм-машину, а пульт и синтезатор им одолжили друзья.
Через сайт мр3.сом дуэт был найден инди-лейблом из Бристоля, города в Англии. Первый релиз «ЁИ», изданный на этом лейбле в виде семидюймовой пластинки, стал синглом недели в британском журнале New Musical Express. На Зайцева и Барамию обратил внимание лейбл Lo Recordings, и они в результате отправились в первый тур по Англии. Следующий клубный тур уже был по Великобритании, Германии и Бельгии. Однако в России IDM-дуэт оставался малоизвестен.
Я стал заниматься музыкой достаточно поздно, когда увидел, что можно не знать нот и не владеть инструментами, но при этом легко и быстро её писать — на компьютере.Александр Зайцев
В 2012 году дуэт записал музыку для пьесы Андрея Родионова «Нурофеновая эскадрилья».

### 2H Company
Возникновение нового квартета Зайцев прокомментировал так: «Ну, мы, в общем-то, услышали тексты, которые Миша пишет, и… в общем, практически в тишине, и решили её заполнить. И так как всё-таки это, по крайней мере, со стороны Миши отталкивается от хип-хопа, то есть вот поэтому такое название и возникло — 2H Company».
Группой 2H Company был записан альбом «Психохирурги», выпущенный петербургским электронным лейблом ChebuRec 16 июня 2004 года. Спустя полтора года альбом был переиздан лейблом «Снегири». Психохирурги, как пояснял Зайцев, — это герои одной из песен.
22 марта 2007 года состоялся релиз альбома «Искусство ухода за АК-47».
В апреле в Мариинском театре состоялась премьера первого в мире рэп-балета под названием «Ринг» с хореографией Алексея Мирошниченко и музыкой 2H Company. О нём было сказано в сюжете Первого канала, посвящённом экспериментам в балете. Впоследствии девятиминутная песня «Сумрачный Абсурд» из балета была опубликована в интернете.

### 2013 — н. в.
В 2013 году Александр Зайцев выпустил свой первый сольный альбом AZ и основал вместе с Фёдором Веткаловым (Xi Zhuang) музыкальный лейбл Tastes Differ.
В 2014 году вместе с фотографом Анастасией Цайдер запустил мультимедийный тамблер-альбом «Эра милосердия» (Age of mercy).
В 2015 году под псевдонимом ADDZ выпустил совместный альбом c Дмитрием Дубовым из группы Fizzarum.
В 2017 году на немецком лэйбле Midnight Circles вышел совместный альбом с Сергеем Костырко.

## Интересы и личная жизнь
Среди любимых музыкальных исполнителей — ранний Мэттью Херберт, Autechre (альбом «Untilted» — «вообще шедевр, это как джаз 50-х годов, как Сесил Тейлор и Колтрейн — та же свобода, та же импровизация, только сделанная с помощью секвенсоров и fm-синтеза»).

## Дискография

### Как Alexander Zaitsev
| Год  | Дата        | Название альбома                               | Лейбл             | Ист.   |
| ---- | ----------- | ---------------------------------------------- | ----------------- | ------ |
| 2013 | 20 ноября   | AZ                                             | Tastes Differ     | [ 13 ] |
| 2014 | 29 сентября | Live @ Taiga 2014 (совместно с Jelena Glazova) | Nostress Netlabel | [ 14 ] |
| 2017 | 6 апреля    | Split (совместно с Ohr и Sergey Kostyrko)      | Spina!Rec         | [ 15 ] |
| 2017 | 8 мая       | Spiegel (совместно с Sergey Kostyrko)          | Midnight Circles  | [ 16 ] |